# Михайлюк Микита Юрійович
Михайлюк Микита Юрійович (5 серпня 1981, Полтава) — український підприємець. 

## Життєпис
1998—2003 — навчався в Національній академії СБУ за спеціалізацією «оперативна діяльність».
Співзасновник компанії "Епрон-про, створеної 2006 року, що займається гуртовою торгівлею твердим, рідким, газоподібним паливом і подібними продуктами.
З 2019 є гендиректором ТОВ «Розумні добрива» в Києві, працював радником директора UK Granis в Лондоні і керував проектами в аграрному секторі Азійсько-Тихоокеанського регіону. 5 років працював в Центральному апараті СБУ.